# ナイル・ロジャース
ナイル・ロジャース（Nile Rodgers、1952年9月19日 - ）は、アメリカの音楽プロデューサー、ギタリストである。ニューヨーク州出身。音楽IP投資・曲管理会社Hipgnosis Songs Fund（英国）の共同設立者。

## 略歴
幼少の頃よりジャズに親しみ、15歳の時にグリニッジ・ビレッジを拠点に音楽活動を開始する。アポロ・シアターでの音楽監督を経て、1977年に音楽仲間であったベーシスト、バーナード・エドワーズと共に、ファンクバンド、シック（Chic）を結成。ここでは、ソングライターやギタリストとして活躍し、洗練された楽曲と斬新で力強いリズムは評判を呼び、当時隆盛であったディスコの影響も受け、幅広い層から支持を受ける人気バンドとなった。
1980年代からは、バーナードとコンビを組み、デボラ・ハリー（ブロンディ）をはじめとして、プロデューサーとしての活動を開始。メイン・プロデューサーを務めたマドンナのアルバム『ライク・ア・ヴァージン』、デヴィッド・ボウイのアルバム『レッツ・ダンス』がそれぞれ世界中で大ヒットを記録し、以降、ダイアナ・ロス、デュラン・デュラン、ミック・ジャガー等、数々の大物アーティストを手がけ、1980年代の音楽シーンを席巻する名プロデューサーとなった。
1992年には、シックの新作を発表、1996年には、日本で開催された「JTスーパーサウンド」のプロデューサーを務め、成功に導くも、来日していたバーナード・エドワーズが客死するという悲劇に見舞われる。
しかし、映画・ゲームのサウンドトラックや自社レーベルの立ち上げなど、裏方を中心に活動を続ける。2000年代にはグラミー賞の音楽監督を務め、近年では旧友のオマー・ハキムを従え、シックを再結成。各地でツアーを行うなど、精力的に活動している。
2011年1月、ウェブサイトで癌の手術を受けたことを公表した。
2012年、ダフト・パンクのギー・マニュエルとトーマがナイルの自宅に現れ新作アルバムへの協力を依頼。ナイルは快諾した。2013年にリリースされたダフト・パンクの8年ぶりのアルバム『ランダム・アクセス・メモリーズ』内の3曲にギタリストとして参加、先行してシングルカットされた「ゲット・ラッキー」はナイルのカッティング・リフが最大の特徴で30か国以上でチャート1位を記録する世界的なヒットとなり「ルーズ・ユアセルフ・トゥ・ダンス」のミュージック・ビデオにも出演、ナイルを衝撃的な勢いで世界的なミュージック・シーンの表舞台に引き戻すきっかけになった。
2018年に音楽の知的財産権を所有管理する投資会社「Hipgnosis Songs Fund」を Merck Mercuriadisとともに設立した。同社は世界各地で1位を獲ったヒット曲約2000を含む1万3000以上の曲の著作権を所有している。
2024年、ボーイ・ジョージ、アリアナ・デボーズとコラボレートした曲「エレクトリック・エナジー」を映画『ARGYLLE/アーガイル』に提供。

## ギタリストとして
カッティングを得意とし、正確で躍動感溢れるリズムと多才なフレージングを特徴としている。ジャズの知識を活かし、3本や4本など少ない弦を使い、曲調に多才な彩を加えるコード・ボイシングは、様々なジャンルのミュージシャンに大きな影響を与えている。
メインギターはストラトキャスター（通称Hitmaker）。このギターはその昔、当時のフェンダー社の修理工員が自宅に持ち帰り組み上げたもので1959年製のネックと少し黄身がかかった白にリフィニッシュした1960年製のボディのコンポーネント仕様。その後幾多のパーツ等がリプレイスメントされボディは傷だらけだが第一線で活躍中である。一時期は東海楽器やESPなど、日本製のギターを使用していたことでも知られる。

## その他
19歳でミュージシャンとしてデビューする以前、過去に自身が差別に遭った経験から、ブラックパンサー党に在籍し、ハーレム地区に住む貧しい、他の黒人の子供達に朝食を配る活動に携わっていたことがある。

## ディスコグラフィ

### ソロ・アルバム
- 『アドヴェンチャーズ・イン・ザ・ランド・オブ・ザ・グッド・グルーヴ』 - Adventures in the Land of the Good Groove (1983年)
- 『B-ムーヴィー・マティネー』 - B-Movie Matinee (1985年)
- 『アウト・ラウド』 - Out Loud (1987年) ※アウトラウド (Outloud)名義
- 『シック・フリーク』 - Chic Freak and More Treats (1996年)
- 『グレイテスト・ヒッツ～アップ・オール・ナイト』 - Up All Night (2013年) ※The Chic Organization名義。コンピレーション

### サウンドトラック
- Soup for One (1982年)
- 『アルファベット・シティ／麻薬マーケットに挑戦する若きウルフ』 - Alphabet City (1984年)
- 『星の王子 ニューヨークへ行く』 - Coming to America (1988年)
- 『ボクの彼女は地球人／BRAND NEW GIRL』 - Earth Girls Are Easy (1988年)
- 『N.Y.ドラッグ・コネクション』 - White Hot (1989年)
- 『ビバリーヒルズ・コップ3』 - Beverly Hills Cop III (1994年)
- 『ハード・チェック』 - Blue Chips (1994年)
- 『フェティッシュ』 - Curdled (1996年) ※一部
- Public Enemy (1999年)
- 『ライズ オブ ネイション 〜民族の興亡〜』 - Rise of Nations (2003年) ※ゲーム
- 『Halo 2 サウンドトラック』 - Halo 2 Soundtrack (2004年) ※ゲーム
- 『コンカー: Live and Reloaded』 - Conker: Live & Reloaded (2005年) ※ゲーム
- 『パーフェクトダーク ゼロ』 - Perfect Dark Zero (2005年) ※ゲーム
- 『Halo 3 Original Soundtrack』 - Halo 3 Soundtrack (2007年) ※ゲーム

### シック
- 『ダンス・ダンス・ダンス』 - Chic (1977年)
- 『エレガンス・シック』 - C'est Chic (1978年)
- 『危険な関係』 - Risqué (1979年)
- 『リアル・ピープル』 - Real People (1980年)
- 『テイク・イット・オフ』 - Take It Off (1981年)
- 『タング・イン・シック』 - Tongue in Chic (1982年)
- 『ビリーヴァー』 - Believer (1983年)
- 『シック・イズム』 - Chic-ism (1992年)
- 『イッツ・アバウト・タイム』 - It's About Time (2018年) ※ナイル・ロジャース&シック名義

## 主なプロデュース作品
- ノーマ・ジーン・ライト（英語版） : 『噂のサタデイ・ガール（英語版）』 - Norma Jean (1978年)
- シスター・スレッジ（英語版） : 『華麗な妖精たち（英語版）』 - We Are Family (1979年)
- シェイラ・アンド・B.ディヴォーション（英語版） : 『エレガンス・スペイサー（英語版）』 - King of the World (1980年)
- シスター・スレッジ : 『ときめき（英語版）』 - Love Somebody Today (1980年)
- ダイアナ・ロス : 『ダイアナ（英語版）』 - Diana (1980年)
- デボラ・ハリー : 『予感（英語版）』 - KooKoo (1981年)
- デヴィッド・ボウイ : 『レッツ・ダンス』 - Let's Dance (1983年)
- スプーンズ : 『トークバック（英語版）』Talkback (1983年)
- INXS : 『オリジナル・シン』 - "Original Sin" (1984年)
- マドンナ : 『ライク・ア・ヴァージン』 - Like a Virgin (1984年)
- デュラン・デュラン : 『リフレックス（英語版）』 - "The Reflex"、『ワイルド・ボーイズ（英語版）」 - "The Wild Boys" (1984年)
- ピーター・ガブリエル : "Out Out'" (1984年) ※映画『グレムリン』サントラからのシングル
- ジェフ・ベック : 『フラッシュ』 - Flash (1985年)
- ミック・ジャガー : 『シーズ・ザ・ボス』 - She's The Boss (1985年)
- トンプソン・ツインズ : 『フューチュアー・デイズ（英語版）』 - Here's to Future Days (1985年)
- シーナ・イーストン : 『Do You（英語版）』 - Do You (1985年)
- シスター・スレッジ : 『ボーイズ・ミート・ガールズ（英語版）』 - When The Boys Meet The Girls (1985年)
- ローリー・アンダーソン : 『ホーム・オブ・ザ・ブレイヴ（英語版）』 - Home of the Brave (1986年)
- デュラン・デュラン : 『ノトーリアス（英語版）』 - Notorious (1986年)
- グレイス・ジョーンズ : 『インサイド・ストーリー』 - Inside Story (1986年)
- アル・ジャロウ : 『L・イズ・フォー・ラヴァー』 - L Is for Lover (1986年)
- アル・ジャロウ : "Moonlighting" (1987年) ※ドラマ『こちらブルームーン探偵社』テーマ曲
- TM NETWORK : 『DRESS』 (1989年) ※「COME ON EVERYBODY (with Nile Rodgers)」「COME ON LET'S DANCE (DANCE SUPREME)」を手掛ける
- B-52's : 『コズミック・シング』 - Cosmic Thing (1989年)
- ダイアナ・ロス : 『ワーキング・オーバータイム』 - Workin' Overtime (1989年)
- ヴォーン・ブラザーズ : 『ファミリー・スタイル』 - Family Style (1990年)
- デヴィッド・ボウイ : 「リアル・クール・ワールド」 - "Real Cool World" (1992年) ※映画『クール・ワールド』テーマ・ソング
- B-52's : 『グッド・スタッフ』 - Good Stuff (1992年)
- デヴィッド・ボウイ : 『ブラック・タイ・ホワイト・ノイズ』 - Black Tie White Noise (1993年)
- Nile Rodgers All Stars (We Are Family Foundation) : "We Are Family" (2001年)
- マイケル・ボルトン : 『オンリー・ア・ウーマン・ライク・ユー』 - Only A Woman Like You (2002年)
- デュラン・デュラン : 『アストロノート』 - Astronaut (2004年)
- アヴィーチー : 『トゥルー』 - True (2013年) ※「Lay Me Down」のみ
- デュラン・デュラン : "Pressure Off" (2015年)
- キース・アーバン : Ripcord (2016年) ※「Sun Don't Let Me Down」のみ。フィーチャリング with ピットブル
- Various Artists : The Get Down (Original Soundtrack From The Netflix Original Series) (2017年) ※Netflixドラマ『ゲットダウン』サントラ。「Telepathy」等の3曲を手掛ける
- Oliver Heldens : "Summer Lover" (2019年) ※フィーチャリング with Devin
- LE SSERAFIM : "UNFORGIVEN" (2023年)
- 森矢湖亜姫子：”Exodus - Blue Nile Mix -” (2024年)